# Frederick Guthrie
Frederick Guthrie fue un físico y químico británico.
Fue el hermano menor del matemático Francis Guthrie. Fundó la Sociedad Física de Londres (que más tarde se unió con el Institute of Physics) junto con William Fletcher Barrett en 1874, y fue presidente de la sociedad desde 1884 hasta 1886.
Estudió durante tres años en la University College de Londres, cursando estudios de química, bajo la dirección de Thomas Graham y Alexander William Williamson, y de matemáticas, con Augustus De Morgan como su profesor. En 1855, obtuvo un doctorado en la Universidad de Marburgo bajo la supervisión de Adolph Wilhelm Hermann Kolbe.
En 1856, se unió a Edward Frankland, profesor de química en el Owens College, en Mánchester. En 1859 se fue a la Universidad de Edimburgo.
Guthrie fue la primera persona en reportar los efectos del gas mostaza. En 1860, describió la combinación del etileno con el dicloruro de azufre y algunos efectos fisiológicos que dicha mezcla tuvo en él.